# وولکا (شهرستان خاینووکا)
وولکا (به لاتین: Wólka) یک روستا در لهستان است که در گمینا چژه واقع شده‌است.